# Jon Aurtenetxe
Jon Aurtenetxe Borde (* 3. Januar 1992 in Amorebieta-Etxano) ist ein spanischer Fußballspieler.

## Karriere
Der Klub ist dafür bekannt, dass dieser nur Basken auflaufen lässt; für die heutige Zeit ist diese Transferpolitik ungewöhnlich. Sein Debüt im Profifußball gab er am 16. Dezember 2009, als er bei der 0:3-Niederlage im letzten Gruppenspiel der Europa League, gegen Werder Bremen, in der Startformation aufgeboten wurde, ein Spiel in der Primera División bestritt er jedoch nicht. Zur Folgesaison rückte er offiziell in den Profikader. Am 28. August 2011 kam Aurtenetxe zu seinem Punktspieldebüt, als dieser am ersten Spieltag, beim 1:0-Sieg Bilbaos gegen Hercules Alicante, in der Anfangself stand.
Bis zum Saisonende spielte Aurtenetxe weitere neunmal. Hierbei gelang ihm auch eine Torvorlage; Bilbao belegte in der Liga den sechsten Tabellenplatz, wodurch sie sich für die Europa League qualifizieren konnten. In der Saison darauf gelang Aurtenetxe der Durchbruch, als er in 31 Partien 23 Mal über 90 Minuten spielte. Zudem gelang ihm sein erstes Tor im Profifußball; am 12. November 2011 markierte Aurtenetxe bei Bilbaos 1:1-Unentschieden am 16. Spieltag, gegen Racing Santander, den Treffer zum zwischenzeitlichen 1:0.
Sein erstes Europapokaltor markierte er am 14. Dezember 2011, als er bei der 2:4-Niederlage gegen Paris Saint-Germain im letzten Gruppenspiel der Europa League das 1:0 markierte. Die Niederlage änderte nichts am Weiterkommen Bilbaos. Nachdem im weiteren Verlauf des Wettbewerbes Lokomotive Moskau, Manchester United und der FC Schalke 04 eliminiert werden konnten, traf man im Halbfinale auf Sporting Lissabon. Aurtenetxe schoss im Hinspiel das 1:0 für die Basken, die das Spiel allerdings mit 1:2 verloren. Durch einen 3:1-Sieg im Rückspiel gelang Bilbao der Einzug in das Finale, wo man jedoch dem Ligakonkurrenten Atlético Madrid mit 0:3 unterlag.
Zur Saison 2015/16 wurde Aurtenetxe an CD Teneriffa ausgeliehen.
Zur Saison 2016/17 wechselte er zum CD Mirandés. Nachdem die Mannschaft als Tabellenletzter abgestiegen war, wechselte er zunächst zu seinem Jugendverein SD Amorebieta. Nach zwei absolvierten Spielen unterschrieb Aurtenetxe im August 2017 einen Vertrag beim schottischen Verein FC Dundee.